# Chalan Pago-Ordot
Chalan Pago-Ordot (Chamorro Chålan Pågu-Otdot) ist eine Gemeinde mit mehr als 7000 Einwohnern auf Guam, die aus den Ortschaften Chalan Pago und Ordot besteht. Die Gemeinde liegt im östlichen Gebiet der mittleren Region der Pazifik-Insel.

## Geschichte
Im Zweiten Weltkrieg benutzte die japanische Besatzung die Gegend für ein Versorgungslager. In Ordot baute die U.S. Navy nach dem Krieg eine Deponie für Munition und chemische Abfälle, darunter DDT und Agent Orange, die später von Guam als Mülldeponie für industriellen und allgemeinen Abfall übernommen wurde. In den 1980er Jahren wurde festgestellt, dass Sickerwasser aus der Deponie austritt und in den Lonfit River gelangt. Guam verlangte daraufhin von der US Navy für die Kosten der Aufräumaktionen aufzukommen, was diese aber ablehnte. Guam schloss die Deponie 2011 und verklagte 2017 die Vereinigten Staaten. Die Klage landete 2020 schließlich vor dem Obersten Gerichtshof der Vereinigten Staaten im Fall Guam v United States.

### Name
Die Etymologie des Chamorro-Ortsnamens Chålan Pågu rührt von dem Chamorro-Wort für den Lindenblättrigen Eibisch (Chålan) und dem Wort für Straße (Pågu) her. Der englische Ortsname Chalan Pago bezeichnet die Straße zwischen Hagåtña und der spanischen Kolonie in Pago Bay.
Ordot bzw. Otdot wiederum stammt vom Chamorro-Wort für Ameise (Otdot) ab.